# Maria Lipp
Maria Lipp (als Maria Bredt-Savelsberg geboren; * 6. April 1892 in Stolberg (Rheinland); † 12. Dezember 1966 in Aachen) war eine deutsche Chemikerin sowie erste Doktorandin, Professorin und Ordinaria der RWTH Aachen.

## Leben und Wirken
Maria Lipp, die Tochter der Eheleute Carl und Maria Savelsberg aus Stolberg, wuchs als Adoptivtochter bei dem Chemiker und Geheimrat Julius Bredt aus Aachen auf. Durch ihr Umfeld entwickelte sie eine Zuneigung zur Chemie und entschied sich daraufhin, dieses Fachgebiet ab 1913 zu studieren. Sie war in der männerdominierten TH erst die achte immatrikulierte Studentin und nachdem sie 1917 ihr Diplom mit Auszeichnung bestanden hatte, die erste Frau an dieser Hochschule, die – nur ein Jahr später – 1918 ihre Promotion zum Dr. Ing. mit dem Thema: „Über sekundären β-Methylcampher und 2-Methylcamphersäure“ ablegte, wiederum mit Auszeichnung. Ihr Adoptivvater fungierte auch als ihr Doktorvater. Danach wurde sie als Assistentin an das organisch-chemische Labor übernommen. Ihr Hauptarbeitsgebiet blieb die Chemie des Kampfers und seiner Derivate sowie der stickstoffhaltigen Heterocyclen. Im Jahr 1923 erlangte sie ihre Habilitation mit einer Arbeit über die „Chemie der hydroaromatischen Verbindungen, Chemie des Camphers und der Terpene“.
Die seit 1925 mit dem Chemiker und Ordinarius für Organische Chemie Peter Lipp (1885–1947) verheiratete Maria Bredt wurde nach ihrer Habilitation zunächst als Privatdozentin sowie als Assistentin bei ihrem Ehemann weiterbeschäftigt. Es folgten in den Jahren 1924 und 1929 Lehraufträge für Farbchemie sowie zwischenzeitlich einige Studienaufenthalte in Graz und Zürich und an der Färbereischule der Universität des Oberelsass in Mülhausen. Im Jahr 1938 übertrug man ihr einen außerordentlichen und ab 1943 schließlich einen ordentlichen Lehrstuhl für Organische Chemie an der RWTH. Damit war sie die erste Professorin in der Geschichte der RWTH Aachen, wenige Jahre später unter anderem gefolgt von der Mineralogin Doris Schachner (1949).
Bereits im Jahr 1942 erhielt sie das Treuedienst-Ehrenzeichen für 25-jährige Tätigkeit als Angestellte des öffentlichen Dienstes. In den letzten Jahren des Zweiten Weltkrieges musste ihr Institut wie viele andere Einrichtungen der TH ausgelagert werden und Maria Lipp versuchte zusammen mit ihrem Mann, den Lehr- und Forschungsbetrieb trotzdem notdürftig aufrechtzuerhalten. Dieser verstarb allerdings bereits im Jahr 1947.
Nach ihrer Rückkehr nach Aachen und der Wiederaufnahme des regulären Arbeitsbetriebs wurde Maria Lipp am 2. Mai 1949 erneut als Ordinaria ihres Lehrstuhls bestätigt sowie in den Jahren 1954 bis 1956 zur Dekanin ihrer Fakultät gewählt. Im Jahre 1960 wurde sie schließlich emeritiert und verstarb sechs Jahre später. In Bad Honnef besaß sie die von ihrem Vater ererbte Villa Hauptstraße 6. Dort wurde sie wie auch ihr Mann auf dem Alten Friedhof beigesetzt.
Für ihre Verdienste um den Wiederaufbau des Instituts und für ihre Lebensleistung wurde Maria Lipp im Jahr 1962 mit dem Großen Verdienstkreuz der Bundesrepublik Deutschland ausgezeichnet. Im Bereich des Campus Melaten in Aachen wurde eine Straße nach ihr benannt.

## Werke (Auswahl)
- Maria Lipp, Richard Anschütz, Adolf Butenandt: Chemie der Kohlenstoffverbindungen oder organische Chemie – Carbocyclische Verbindungen, Naturstoffe und Freie Organische Radikale; Zweiter Band, Erste Hälfte: Alicyclische Verbindungen und Naturstoffe, 1935
- Darstellung reaktionsfähiger Verbindungen des Camphansystems und Versuche zu deren Fluorierung, Köln : Westdt. Verl., 1957
- Franz Dallacker, Karl-Werner Glombitza, Maria Lipp: Derivate des Methylendioxybenzols, IV. Reaktionen des 4.5-Methylendioxy-phthalaldehyds, in: Justus Liebigs Annalen der Chemie, Nr. 643, 1961
- Franz Dallacker, Karl-Werner Glombitza, Maria Lipp: Derivate des Methylendioxybenzols, V. Über die Synthese des 4.5-Methylendioxyisophthalalkohols und über polymere Methylendioxyphenyl-Verbindungen, in: Justus Liebigs Annalen der Chemie, Nr. 643, 1961
- Franz Dallacker, Jozef Thoma, Maria Lipp: Derivate des Methylendioxybenzols, X. Darstellung und Reaktionen von  -Hydroxy-ketonen, in: Justus Liebigs Annalen der Chemie, Nr. 663, 1963
- Franz Dallacker, Horst Pauling, Maria Lipp: Über Reaktionen der Terebinsäure, in: Justus Liebigs Annalen der Chemie, Nr. 663, 1963
- Franz Dallacker, Klaus Ulrichs, Maria Lipp: Anwendung der Wittig-Reaktion auf bi- und tricyclische Terpene, in: Justus Liebigs Annalen der Chemie, Nr. 667, 1963